# 勅額
勅額（ちょくがく）とは、皇帝・天皇などの為政者が国内の寺院に特に与える直筆の書で記された寺社額。

## 中国の勅額制度
唐朝においては、特定の寺院に勅額を下賜する制度を、国家公認の大寺に対する保護政策として行っていた。それは、招提や蘭若と称される、非公認の小規模寺院の乱立を予め抑制することが目的であったとされる。その制度の淵源は不明であるが、すでに隋代には行われていたことが知られている。
宋の太宗代になると、勅額の下賜は、広範なものへと変質する。太平興国3年（978年）、太宗は天下の無額寺院に「太平興国」や「乾明」の寺額を下賜することを発令している。その後も、北宋の真宗や仁宗らの歴代の皇帝が、無額寺院への勅額下賜を度々行っており、司馬光らに諌められている。このような勅額下賜の濫発の動機は、修功徳による帝室の安泰祈願であったことが、その詔勅の文言から判明する。それと同時に、勅額寺院の住持を朝廷が任命する「勅差住持制」が行われるようになった。

### 五山十刹制度
南宋の第4代･寧宗の時代に始まったのが、五山十刹制度である。これは、天下の官寺を朝廷主導で序列化し、官寺として国家の手で住持を補任し、皇帝と帝室の安寧を祈祷すると同時に、非課税の恩恵を与える制度である。

#### 五山
1. 径山興聖万寿寺 - 杭州（浙江省）
2. 北山景徳霊隠寺 - 杭州（浙江省）
3. 南山浄慈報恩光孝寺 - 杭州（浙江省）
4. 太白山天童景徳寺 - 明州（浙江省）
5. 阿育王山鄮峰広利寺 - 明州（浙江省）

#### 十刹
1. 中天竺山天寧万寿永祚寺 - 杭州（浙江省）
2. 道場山護聖万寿寺 - 湖州（浙江省）
3. 蒋山太平興国寺 - 建康（江蘇省）
4. 万寿山報恩光孝寺 - 蘇州（江蘇省）
5. 雪竇山資聖寺 - 明州（浙江省）
6. 江心山龍翔寺 - 温州（浙江省）
7. 雪峰山崇聖寺 - 福州（福建省）
8. 雲黄山宝林寺 - 婺州（浙江省）
9. 虎丘山雲巌寺 - 蘇州（江蘇省）
10. 天台山国清敬忠寺 - 台州（浙江省）

## 日本の勅額制度

### 日本の勅額寺院
- 以下は、いずれも重要文化財。
  - 上野寛永寺厳有院（徳川家綱）霊廟勅額門
  - 上野寛永寺常憲院（徳川綱吉）霊廟勅額門
  - 白峰寺木造頓證寺勅額（香川県坂出市）